# DDR-Studentenmeisterschaft im Badminton
DDR-Studentenmeisterschaften im Badminton wurden seit der Saison 1964/1965 ausgetragen. Zuerst fanden sie jährlich als in den Einzeldisziplinen statt. In der Saison 1967/1968 wurde die Meisterschaft erstmals als Teamwettbewerb ausgetragen. Seitdem fanden in jährlichem Wechsel Einzel- und Mannschaftstitelkämpfe statt.

## Austragungsorte
| Saison    | Datum              | Ort        |
| --------- | ------------------ | ---------- |
| 1964/1965 | 1./2. Mai 1965     | Leipzig    |
| 1966/1967 | 3./4. Juni 1967    | Ilmenau    |
| 1968/1969 | 22./23. Mai 1969   | Dresden    |
| 1970/1971 | 11.–12. Juni 1971  | Greifswald |
| 1972/1973 | 2./3. Juni 1973    | Suhl       |
| 1974/1975 | 26./27. April 1975 | Hermsdorf  |
| 1976/1977 | 23./24. April 1977 | Leipzig    |
| 1978/1979 | 28./29. April 1979 | Zwickau    |
| 1980/1981 | 4./5. April 1981   | Suhl       |
| 1982/1983 | 9./10. April 1983  | Greifswald |
| 1984/1985 | 13./14. April 1985 | Rostock    |
| 1986/1987 | 16./17. Mai 1987   | Eisleben   |
| 1988/1989 | 29./30. April 1989 | Erfurt     |

| Saison    | Datum                | Ort             |
| --------- | -------------------- | --------------- |
| 1965/1966 | 4./5. Juni 1966      | Magdeburg       |
| 1967/1968 | 18./19. Mai 1968     | Karl-Marx-Stadt |
| 1969/1970 | 29./30. Mai 1970     | Halle           |
| 1971/1972 | 18./19. Mai 1972     | Leipzig         |
| 1973/1974 | 15./16. Juni 1974    | Magdeburg       |
| 1975/1976 | 24./25. April 1976   | Gotha           |
| 1977/1978 | 10. Juni 1978        | Rostock         |
| 1979/1980 | 6./7. Juni 1980      | Weißwasser      |
| 1981/1982 | 5./6. Juni 1982      | Eisleben        |
| 1983/1984 | 2./3. Juni 1984      | Halle           |
| 1985/1986 | 31. Mai/1. Juni 1986 | Rostock         |
| 1987/1988 | 14./15. Mai 1988     | Rostock         |
| 1989/1990 | Mai 1990             | Halle           |

## Medaillengewinner in den Einzeldisziplinen
| Saison    | Disziplin    | Gold | Silber | Bronze | Bronze |
| --------- | ------------ | --- | --- | --- | --- |
| 1964/1965 | Damendoppel  | Karin Becke / Christa Böttcher (TU Dresden – Vekoma Bühlau / TU Dresden)                                                            | Sabine Neye / Sigrid Leue (PI Leipzig – Einheit Pädagogik Leipzig)                                                                                    | Karin Hellinger / Mandry (IS für Textilindustrie Karl-Marx-Stadt / IS für BMSR Plauen)                                                         | |
| 1964/1965 | Dameneinzel  | Sabine Neye (PI Leipzig – Einheit Pädagogik Leipzig)                                                                                | Heidi Puchert (Humboldt-Universität zu Berlin – Lok Blankenburg)                                                                                      | Karin Becke (TU Dresden – Vekoma Bühlau) | |
| 1964/1965 | Herreneinzel | Manfred Kahl (IS Ihlmenau) | Reinhard Stobbe (DHfK Leipzig – HSG DHfK Leipzig) | Kurt Willumeit (Humboldt-Uni Berlin – EBT Berlin)                                                                                              | |
| 1964/1965 | Herrendoppel | Gerd Hachmeister / Klaus Renner (TU Dresden – SG Gittersee)                                                                         | Bernd Hachmeister / Reinhard Stobbe (HS für Bauwesen Leipzig – HSG DHfK Leipzig / DHfK Leipzig – HSG DHfK Leipzig)                                    | Rolf Schleußner / Jochen Deinert (HSG Lok HfV Dresden / TU Dresden)                                                                            | |
| 1964/1965 | Mixed        | Bernd Hachmeister / Brigitte Rudolph (HfB Leipzig – HSG DHfK Leipzig / Karl-Marx-Universität Leipzig – HSG DHfK Leipzig)            | Reinhard Stobbe / Sabine Neye (DHfK Leipzig – HSG DHfK Leipzig / Pädagogisches Institut Leipzig – Einheit Pädagogik Leipzig)                          | Rolf Schleußner / Christa Boettcher (HSG Lok HfV Dresden / TU Dresden)                                                                         | |
| 1966/1967 | Dameneinzel  | Gudrun Hensel (IfI Löbau – Motor Zittau)                                                                                            | Christa Boettcher (TU Dresden) | Karin Becke (TU Dresden – Vekoma Bühlau) | Margitta Haase (IS für Maschinenbau)                                                                                                  |
| 1966/1967 | Mixed        | Horst Hensel / Gudrun Hensel (IfL Löbau – Motor Zittau)                                                                             | Bernd Hachmeister / Marianne Döhler (HfB Leipzig – HSG DHfK Leipzig / IS Roßwein – HSG DHfK Leipzig)                                                  | Manfred Willner / Karin Becke (HSG Lok HfV Dresden / Vekoma Bühlau – TU Dresden)                                                               | Rolf Schleußner / Christa Boettcher (HSG Lok HfV Dresden / TU Dresden)                                                                |
| 1966/1967 | Damendoppel  | Gudrun Hensel / Karin Becke (IfL Löbau – Motor Zittau / TU Dresden – Vekoma Bühlau)                                                 | Christa Boettcher / Anke Susemihl (TU Dresden / HSG Lok HfV Dresden)                                                                                  | Marianne Döhler / Sabine Laukner (IS Roßwein – HSG DHfK Leipzig / DHfK Leipzig – HSG DHfK Leipzig)                                             | Margot Schulz / Annelies Banach (IfL Leipzig – HSG DHfK Leipzig / IfL Leipzig)                                                        |
| 1966/1967 | Herrendoppel | Reinhard Stobbe / Bernd Hachmeister (DHfK Leipzig – HSG DHfK Leipzig / HfB Leipzig – HSG DHfK Leipzig)                              | Reinhard Kühn / Rainer Haase (TH Karl-Marx-Stadt – BSG Wismut Karl-Marx-Stadt / VTB Karl-Marx-Stadt)                                                  | Horst Hensel / Claus Stegner (IfL Löbau – Motor Zittau / IfMB Dresden – Motor Zittau)                                                          | Klaus Renner / Gerd Hachmeister (TU Dresden – SG Gittersee)                                                                           |
| 1966/1967 | Herreneinzel | Reinhard Stobbe (DHfK Leipzig – HSG DHfK Leipzig)                                                                                   | Bernd Taubert (Offiziers-Schule Zittau – Motor Zittau)                                                                                                | Horst Hensel (IfL Löbau – Motor Zittau) | Frank Fache (PI Köthen – Aktivist Zipsendorf)                                                                                         |
| 1968/1969 | Dameneinzel  | Christel Sommer (ISfTG Ilmenau – Medizin Ilmenau)                                                                                   | Gisela Kunath (ISfB Apolda) | Beate Herbst (DHfK Leipzig – HSG DHfK Leipzig)                                                                                                 | Christa Boettcher (TU Dresden) |
| 1968/1969 | Mixed        | Reinhard Stobbe / Beate Herbst (DHfK Leipzig – HSG DHfK Leipzig)                                                                    | Claus Stegner / Andrea Reichel (ISfM Dresden – SG Gittersee / IfL Löbau – Motor Dresden-Neustadt)                                                     | Karl-Heinz Beckert / Gabriele Berge (Karl-Marx-Universität Leipzig – Einheit Pädagogik Leipzig / ISfB Leipzig – Lok Mitte Leipzig)             | Siegfried Kirmse / Christa Boettcher (TU Dresden – Aktivist Tröbitz / TU Dresden)                                                     |
| 1968/1969 | Herrendoppel | Wolfgang Bartz / Lothar Diehr (HfÖ Berlin – EBT Berlin / IS Bau Berlin – EBT Berlin)                                                | Reinhard Stobbe / Karl-Heinz Beckert (DHfK Leipzig – HSG DHfK Leipzig / Karl-Marx-Universität Leipzig – Einheit Pädagogik Leipzig)                    | Gerd Pigola / Günter Suba (ISfB Cottbus – HSG DHfK Leipzig / TSG Lübbenau)                                                                     | Klaus Illgen / Rolf Unbehaun (TH Karl-Marx-Stadt – Fortschritt Hohenstein-Ernstthal / TH Karl-Marx-Stadt)                             |
| 1968/1969 | Herreneinzel | Wolfgang Bartz (HfÖ Berlin – EBT Berlin)                                                                                            | Claus Stegner (ISfM Dresden) | Reinhard Stobbe (DHfK Leipzig – HSG DHfK Leipzig)                                                                                              | Dietmar Drechsler (Humboldt-Universität zu Berlin)                                                                                    |
| 1968/1969 | Damendoppel  | Gabriele Berge / Christel Sommer (ISB Leipzig – Lok Mitte Leipzig / ISfG Ilmenau - Chemieglas Ilmenau)                              | Beate Herbst / Monika Brehmer (DHfK Leipzig – HSG DHfK Leipzig)                                                                                       | Puchelt / Ludwig (ISME Zwickau / TH Karl-Marx-Stadt)                                                                                           | Hannelore Wentzke / Ingrid Rohde (PI Halle)                                                                                           |
| 1970/1971 | Herrendoppel | Wolfgang Bartz / Lothar Diehr (HfÖ Berlin – EBT Berlin / IS Bau Berlin – EBT Berlin)                                                | Jürgen Brösel / Hubert Wagner (Ernst-Moritz-Arndt-Universität Greifswald – Einheit Greifswald)                                                        | Karl-Heinz Beckert / Reinhard Milkner (Karl-Marx-Universität Leipzig – Einheit Pädagogik Leipzig / PI Halle)                                   | Eberhard Hübner / Günter Langguth (TH Karl-Marx-Stadt)                                                                                |
| 1970/1971 | Damendoppel  | Christine Zierath / Angela Cassens (Ernst-Moritz-Arndt-Universität Greifswald – Einheit Greifswald)                                 | Monika Habanz / Christel Sommer (ISfM Wildau / DHfK Leipzig – HSG DHfK Leipzig)                                                                       | Monika Brehmer / Helga Pöschel (DHfK Leipzig – HSG DHfK Leipzig / IfL Altenburg – HSG DHfK Leipzig)                                            | Ursula Rimkus / Christa Zeiß (ISfG Ilmenau / ISfM Schmalkalden)                                                                       |
| 1970/1971 | Dameneinzel  | Christine Zierath (Ernst-Moritz-Arndt-Universität Greifswald – Einheit Greifswald)                                                  | Angela Cassens (Ernst-Moritz-Arndt-Universität Greifswald – Einheit Greifswald)                                                                       | Christel Sommer (DHfK Leipzig – HSG DHfK Leipzig)                                                                                              | Christa Zeiß (ISfM Schmalkalden) |
| 1970/1971 | Mixed        | Hubert Wagner / Christine Zierath (Ernst-Moritz-Arndt-Universität Greifswald – Einheit Greifswald)                                  | Günter Langguth / Christa Zeiß (TH Karl-Marx-Stadt – Carl-Zeiss Jena Nord / ISFM Schmalkalden)                                                        | Wolfgang Bartz / Monika Habanz (HSfÖ Berlin-Karlshorst – EBT Berlin / ISfMb Wildau)                                                            | Klaus Illgen / Gisela Patzwaldt (TH Karl-Marx-Stadt – Fortschritt Hohenstein-Ernstthal / FSfÖ Plauen – Motor Fraureuth)               |
| 1970/1971 | Herreneinzel | Wolfgang Bartz (HfÖ Berlin – EBT Berlin)                                                                                            | Lothar Diehr (ISfB Berlin – EBT Berlin) | Harald Lehniger (ISfEt Velten-Hennigsdorf) | Hubert Wagner (Ernst-Moritz-Arndt-Universität Greifswald – Einheit Greifswald)                                                        |
| 1972/1973 | Damendoppel  | Christine Zierath / Angela Michalowski (Ernst-Moritz-Arndt-Universität Greifswald – Einheit Greifswald)                             | Christel Sommer / Dagmar Tröße (DHfK Leipzig – HSG DHfK Leipzig / IS Werbung Gestaltung Berlin)                                                       | Brigitte Zeiß / Dagmar Zeiß (ISMb Schmalkalden)                                                                                                | Karin Sitter / Jutta Tietze (ISVt Dresden / FS Finanzwirtschaft Gotha – SG Gittersee)                                                 |
| 1972/1973 | Mixed        | Erfried Michalowsky / Christine Zierath (ISMbEt Berlin / Ernst-Moritz-Arndt-Universität Greifswald – Einheit Greifswald)            | Ralf Peters / Angela Michalowski (Ernst-Moritz-Arndt-Universität Greifswald – Einheit Greifswald)                                                     | Frank Geißler / Karin Sitter (TU Dresden – HSG DHfK Leipzig / IS Verkehrstechnik Dresden)                                                      | Karl-Heinz Beckert / Christel Sommer (Karl-Marx-Universität Leipzig – Einheit Pädagogik Leipzig / DHfK Leipzig – HSG DHfK Leipzig)    |
| 1972/1973 | Herreneinzel | Erfried Michalowsky (ISMbEt Berlin – Einheit Greifswald)                                                                            | Hans-Dieter Theiner (TH Karl-Marx-Stadt) | Ralf Peters (Ernst-Moritz-Arndt-Universität Greifswald – Einheit Greifswald)                                                                   | Karl-Heinz Beckert (Karl-Marx-Universität Leipzig – Einheit Pädagogik Leipzig)                                                        |
| 1972/1973 | Herrendoppel | Erfried Michalowsky / Ralf Peters (IS Berlin – Einheit Greifswald / Ernst-Moritz-Arndt-Universität Greifswald – Einheit Greifswald) | Steffen Körbitz / Bernd Behrens (TU Dresden / TU Dresden – SG Gittersee)                                                                              | Frank Mothes / Hans-Dieter Theiner (ISMbEt Eisleben / TH Karl-Marx-Stadt)                                                                      | Frank Geißler / Jürgen Brösel (TU Dresden – HSG DHfK Leipzig / Ernst-Moritz-Arndt-Universität Greifswald – Einheit Greifswald)        |
| 1972/1973 | Dameneinzel  | Christine Zierath (Ernst-Moritz-Arndt-Universität Greifswald – Einheit Greifswald)                                                  | Angela Michalowski (Ernst-Moritz-Arndt-Universität Greifswald – Einheit Greifswald)                                                                   | Jutta Tietze (FS Finanzwirtschaft Gotha – SG Gittersee)                                                                                        | Brigitte Zeiß (ISMb Schmalkalden) |
| 1974/1975 | Dameneinzel  | Jutta Tietze (FSFW Gotha – SG Gittersee)                                                                                            | Brigitte Zeiß (ISMb Schmalkalden) | Christa Zeiß (IIP Karl-Marx-Stadt) | Margot Wolfram (Universität Rostock)                                                                                                  |
| 1974/1975 | Damendoppel  | Brigitte Zeiß / Christa Zeiß (IIP Karl-Marx-Stadt / ISMb Schmalkalden)                                                              | Jutta Tietze / Karin Sitter (FSFW Gotha – SG Gittersee / ISVt Bühlau)                                                                                 | Ulrike Hädicke / Marion Ewel (HSB Leipzig – HSG DHfK Leipzig / Karl-Marx-Universität Leipzig – Stahl SW Leipzig)                               | Petra Wernicke / Margot Wolfram (Ernst-Moritz-Arndt-Universität Greifswald – HSG Rostock / Universität Rostock – HSG Rostock)         |
| 1974/1975 | Herrendoppel | Dieter Spaller / Hans-Peter Apler (IS ITV Greifswald / Ernst-Moritz-Arndt-Universität Greifswald – Einheit Greifswald)              | Bernd Behrens / Steffen Körbitz (TU Dresden – SG Gittersee / TU Dresden)                                                                              | Jochen Schlag / Ralf Triebel (TH Ilmenau / IS Baustofftechnik Apolda – Aufbau Themar)                                                          | Berthold Groth / Frank Geißler (TU Dresden – Einheit Kolkwitz / TU Dresden – HSG DHfK Leipzig)                                        |
| 1974/1975 | Mixed        | Erfried Michalowsky / Petra Wernicke (ISMbEt Berlin / Ernst-Moritz-Arndt-Universität Greifswald – Einheit Greifswald)               | Bernd Behrens / Jutta Tietze (TU Dresden – SG Gittersee / FS Finanzwirtschaft Gotha – SG Gittersee)                                                   | Volker Herbst / Ulrike Hädicke (FS Finanzwirtschaft Gotha / HSB Leipzig – HSG DHfK Leipzig)                                                    | Frank Geißler / Karin Sitter (TU Dresden / ISVt Bühlau – HSG DHfK Leipzig / Vekoma Bühlau)                                            |
| 1974/1975 | Herreneinzel | Erfried Michalowsky (ISMbEt Berlin – Einheit Greifswald)                                                                            | Volker Herbst (FSFW Gotha – HSG DHfK Leipzig) | Manfred Blauhut (Karl-Marx-Universität Leipzig – HSG DHfK Leipzig)                                                                             | Hans-Peter Apler (Ernst-Moritz-Arndt-Universität Greifswald)                                                                          |
| 1976/1977 | Dameneinzel  | Astrit Schreiber (TH Karl-Marx-Stadt – Fortschritt Hohenstein-Ernstthal)                                                            | Annekatrin Rost (Ernst-Moritz-Arndt-Universität Greifswald – Einheit Greifswald)                                                                      | Rena Scheithauer (DHfK Leipzig – HSG DHfK Leipzig)                                                                                             | Claudia Schiller (PH Halle – Stahl Merseburg)                                                                                         |
| 1976/1977 | Herreneinzel | Manfred Blauhut (DHfK Leipzig – HSG DHfK Leipzig)                                                                                   | Frank-Thomas Seyfarth (FS Maschinenbau Schmalkalden – Fortschritt Tröbitz)                                                                            | Volker Herbst (FS Finanzwirtschaft Gotha – HSG DHfK Leipzig)                                                                                   | Rainer Martin (TH Karl-Marx-Stadt – Motor Hainichen)                                                                                  |
| 1976/1977 | Damendoppel  | Claudia Schiller / Sabine Sander (PH Halle – Stahl Merseburg / Medifa Magdeburg – Stahl Merseburg)                                  | Rena Scheithauer / Birgit Harder (DHfK Leipzig – HSG DHfK Leipzig)                                                                                    | Uschi Bodenburg / Felgentreff (Handelshochschule Leipzig – HSG Aufbau Leipzig / Medizinische FS Merseburg – Lok Magdeburg)                     | Annekatrin Rost / Margot Wolfram (Ernst-Moritz-Arndt-Universität Greifswald – Einheit Greifswald / Universität Rostock – HSG Rostock) |
| 1976/1977 | Mixed        | Volker Herbst / Birgit Harder (FS Finanzwirtschaft Gotha – HSG DHfK Leipzig / DHfK Leipzig – HSG DHfK Leipzig)                      | Hans-Peter Apler / Annekatrin Rost (Ernst-Moritz-Arndt-Universität Greifswald – Einheit Greifswald)                                                   | Gerd Herget / Astrit Schreiber (TH Karl Marx Stadt – Fortschritt Hohenstein-Ernstthal)                                                         | Norbert Jorde / Claudia Schiller (TH Merseburg / PH Halle – Stahl Merseburg)                                                          |
| 1976/1977 | Herrendoppel | Volker Herbst / Gerd Herget (FS Finanzwirtschaft Gotha / TH Karl Marx Stadt – HSG DHfK Leipzig – Fortschritt Hohenstein-Ernstthal)  | Frank-Thomas Seyfarth / Reinhard Schille (FS Maschinenbau Schmalkalden – Fortschritt Tröbitz / TH Magdeburg – Lok Magdeburg)                          | Manfred Blauhut / Ralph Schieck (DHfK Leipzig – HSG DHfK Leipzig / Handelshochschule Leipzig – HSG DHfK Leipzig)                               | Norbert Jorde / Burkhard Fölting (TH Merseburg – Stahl Merseburg / IHS Köthen – Stahl Merseburg)                                      |
| 1978/1979 | Herrendoppel | Hans-Joachim Frigge / Frank-Thomas Seyfarth (PH Potsdam / IS Schmalkalden)                                                          | Manfred Blauhut / Ralph Schieck (DHfK Leipzig / Handelshochschule Leipzig – HSG DHfK Leipzig)                                                         | Frank Dietel / Martin Reim (TH Karl-Marx-Stadt)                                                                                                | Klaus Müller / Klaus-Dieter Hartmann (FS Finanzwirtschaft Gotha / TU Dresden)                                                         |
| 1978/1979 | Damendoppel  | Dagmar Friedrich / Gisela Pasenow (TU Dresden)                                                                                      | Rena Eckart / Birgit Harder (DHfK Leipzig – HSG DHfK Leipzig)                                                                                         | König / Petra Kaufmann (TH Leipzig / PHS Leipzig)                                                                                              | |
| 1978/1979 | Dameneinzel  | Astrit Schreiber (TH Karl-Marx-Stadt)                                                                                               | Dagmar Friedrich (TU Dresden) | Rena Eckart (DHfK Leipzig – HSG DHfK Leipzig)                                                                                                  | Birgit Harder (DHfK Leipzig – HSG DHfK Leipzig)                                                                                       |
| 1978/1979 | Mixed        | Michael Franz / Birgit Harder (Ernst-Moritz-Arndt-Universität Greifswald – Einheit Greifswald / DHfK Leipzig – HSG DHfK Leipzig)    | Klaus Müller / Dagmar Friedrich (FS Finanzwirtschaft Gotha / TU Dresden)                                                                              | Manfred Blauhut / Rena Eckart (DHfK Leipzig – HSG DHfK Leipzig)                                                                                | Frank-Thomas Seyfarth / (IS Schmalkalden)                                                                                             |
| 1978/1979 | Herreneinzel | Frank-Thomas Seyfarth (IS Schmalkalden)                                                                                             | Michael Franz (Ernst-Moritz-Arndt-Universität Greifswald – Einheit Greifswald)                                                                        | Manfred Blauhut (DHfK Leipzig – HSG DHfK Leipzig)                                                                                              | Hans-Joachim Frigge (PH Potsdam - Einheit Rathenow)                                                                                   |
| 1980/1981 | Dameneinzel  | Ilona Michalowsky (Ernst-Moritz-Arndt-Universität Greifswald – Einheit Greifswald)                                                  | Dagmar Friedrich (TU Dresden – HSG Lok HfV Dresden)                                                                                                   | Petra Cibis (TU Dresden) | Ina Ulrich (ISMB Leipzig – HSG DHfK Leipzig)                                                                                          |
| 1980/1981 | Herreneinzel | Jens Scheithauer (DHfK Leipzig – HSG DHfK Leipzig)                                                                                  | Hans-Joachim Frigge (PH Potsdam – Einheit Rathenow)                                                                                                   | Uwe Kämmer (Ernst-Moritz-Arndt-Universität Greifswald – Einheit Greifswald)                                                                    | Andreas Benz (TU Dresden – HSG Lok HfV Dresden)                                                                                       |
| 1980/1981 | Damendoppel  | Dagmar Friedrich / Petra Cibis (TU Dresden)                                                                                         | Ilona Michalowsky / Monika Michalowsky (Ernst-Moritz-Arndt-Universität Greifswald – Einheit Greifswald / FS für Ökonomie Plauen – Einheit Greifswald) | Ina Ulrich / Katrin Schendel (ISMB Leipzig / DHfK Leipzig) – HSG DHfK Leipzig                                                                  | Ute Bernhardt / Tauber (TH Karl-Marx-Stadt – Aktivist Niederwürschnitz / TH Karl-Marx-Stadt)                                          |
| 1980/1981 | Mixed        | Michael Franz / Ilona Michalowsky (Ernst-Moritz-Arndt-Universität Greifswald – Einheit Greifswald)                                  | Andreas Benz / Dagmar Friedrich (TU Dresden – HSG Lok HfV Dresden)                                                                                    | Uwe Kämmer / Monika Michalowsky (Ernst-Moritz-Arndt-Universität Greifswald – Einheit Greifswald / FS für Ökonomie Plauen – Einheit Greifswald) | Jens Scheithauer / Katrin Schendel (DHfK Leipzig – HSG DHfK Leipzig)                                                                  |
| 1980/1981 | Herrendoppel | Andreas Benz / Hans Sossna (TU Dresden)                                                                                             | Michael Huber / Matthias Schmidt (FS Geodäsie Dresden – HSG Lok HfV Dresden / TU Dresden – Kühlautomat Berlin)                                        | Michael Franz / Uwe Kämmer (Ernst-Moritz-Arndt-Universität Greifswald – Einheit Greifswald)                                                    | Karsten Großgebauer / Hendrik Hausdörfer (FS Finanzwirtschaft Gotha / FS Staatswissenschaft Weimar)                                   |
| 1982/1983 | Damendoppel  | Ilona Ryk / Michaela Junker (Ernst-Moritz-Arndt-Universität Greifswald – Einheit Greifswald)                                        | Carmen Prinz / Christine Ober (Fortschritt Tröbitz)                                                                                                   | Petra Michalowsky / Birgit Kämmer (Ernst-Moritz-Arndt-Universität Greifswald – Einheit Greifswald)                                             | Ina Ulrich / Birgit Mengs (ISMB Leipzig – DHfK Leipzig HSG DHfK Leipzig)                                                              |
| 1982/1983 | Mixed        | Andreas Benz / Ilona Ryk (HSG Lok HfV Dresden / Ernst-Moritz-Arndt-Universität Greifswald – Einheit Greifswald)                     | Hans Sossna / Petra Cibis (HSG Lok HfV Dresden) | Uwe Kämmer / Michaela Junker (Ernst-Moritz-Arndt-Universität Greifswald – Einheit Greifswald)                                                  | Jens Scheithauer / Ina Ulrich (DHfK Leipzig – HSG DHfK Leipzig / ISMB Leipzig – HSG DHfK Leipzig)                                     |
| 1982/1983 | Herreneinzel | Jens Scheithauer (DHfK Leipzig – HSG DHfK Leipzig)                                                                                  | Andreas Benz (HSG Lok HfV Dresden) | Michael Huber (HSG Lok HfV Dresden) | Uwe Kämmer (Ernst-Moritz-Arndt-Universität Greifswald – Einheit Greifswald)                                                           |
| 1982/1983 | Dameneinzel  | Ilona Ryk (Ernst-Moritz-Arndt-Universität Greifswald – Einheit Greifswald)                                                          | Birgit Kämmer (Ernst-Moritz-Arndt-Universität Greifswald – Einheit Greifswald)                                                                        | Carmen Prinz (Fortschritt Tröbitz) | Christine Ober (Fortschritt Tröbitz)                                                                                                  |
| 1982/1983 | Herrendoppel | Andreas Benz / Hans Sossna (HSG Lok HfV Dresden)                                                                                    | Jens Scheithauer / Uwe Kämmer (DHfK Leipzig – HSG DHfK Leipzig / Ernst-Moritz-Arndt-Universität Greifswald – Einheit Greifswald)                      | Hendrik Hausdörfer / Karsten Großgebauer (Feinmess Suhl)                                                                                       | Michael Huber / Matthias Schmidt (HSG Lok HfV Dresden / Kühlautomat Berlin)                                                           |
| 1984/1985 | Dameneinzel  | Michaela Junker (Ernst-Moritz-Arndt-Universität Greifswald – Einheit Greifswald)                                                    | | | |
| 1984/1985 | Mixed        | Andreas Haupt / Kerstin Hippe (BSG KWO Berlin – Humboldt-Universität zu Berlin)                                                     | | | |
| 1984/1985 | Herreneinzel | Andreas Benz (HSG Lok HfV Dresden)                                                                                                  | | | |
| 1984/1985 | Damendoppel  | Michaela Junker / Grit Joseph (Ernst-Moritz-Arndt-Universität Greifswald – Einheit Greifswald)                                      | | | |
| 1984/1985 | Herrendoppel | Andreas Benz / Martin Schiedt (HSG Lok HfV Dresden / TU Dresden)                                                                    | | | |
| 1986/1987 | Dameneinzel  | Heike Franke (DHfK Leipzig – HSG DHfK Leipzig)                                                                                      | Antje Bauer (Lok Erfurt) | Annett Preißler (FSG FS für Ökonomie Rodewisch)                                                                                                | Hilse (TU Dresden) |
| 1986/1987 | Damendoppel  | Heike Franke / Katrin Stengel (DHfK Leipzig – HSG DHfK Leipzig)                                                                     | Wernicke / Zaitz (Union Mühlhausen / FSG Finanzen Gotha)                                                                                              | Stern / Heike Rahn (FSG IfL Berlin) | Hilse / Melzer (TU Dresden) |
| 1986/1987 | Mixed        | Holger Wippich / Heike Franke (DHfK Leipzig – HSG DHfK Leipzig)                                                                     | Dirk Fenner / Leonore Fehrmann (Einheit Greifswald)                                                                                                   | Kirsten / Antje Bauer (HSG HAB Weimar / Lok Erfurt)                                                                                            | |
| 1986/1987 | Herreneinzel | Holger Wippich (DHfK Leipzig – HSG DHfK Leipzig)                                                                                    | Henning Schaarschmidt (TU Dresden – TU Dresden) | Dirk Fenner (Einheit Greifswald) | Torsten Zippel (DHfK Leipzig – HSG DHfK Leipzig)                                                                                      |
| 1986/1987 | Herrendoppel | Torsten Zippel / Mathias Jethon (DHfK Leipzig – HSG DHfK Leipzig)                                                                   | Frank Herwig / Lötzsch (BSG Wismut Karl-Marx-Stadt)                                                                                                   | Henning Schaarschmidt / Pfeil (TU Dresden) | Kirsten / Sehling (HSG HAB Weimar) |
| 1988/1989 | Mixed        | Holger Wippich / Heike Franke (DHfK Leipzig – HSG DHfK Leipzig)                                                                     | Axel Mews / Petra Schubert (Einheit Greifswald) | Karl-Hans Pezold / Turid Goetz (DHfK Leipzig / Karl-Marx-Universität Leipzig – HSG DHfK Leipzig)                                               | Torsten Winkler / Heike Heutzenröder (BSG KWO Berlin / EBT Berlin)                                                                    |
| 1988/1989 | Dameneinzel  | Heike Franke (DHfK Leipzig – HSG DHfK Leipzig)                                                                                      | Petra Schubert (Einheit Greifswald) | Michaela Tröger (EBT Berlin) | Heike Heutzenröder (EBT Berlin) |
| 1988/1989 | Herreneinzel | Holger Wippich (DHfK Leipzig – HSG DHfK Leipzig)                                                                                    | Axel Mews (Einheit Greifswald) | Uwe Behling (TU Magdeburg) | Henning Schaarschmidt (TU Dresden – TU Dresden)                                                                                       |
| 1988/1989 | Damendoppel  | Heike Franke / Turid Goetz (DHfK Leipzig – HSG DHfK Leipzig)                                                                        | Katrin Pfaue / Iris Schmidt (Dynamo Aschersleben) | Petra Schubert / Silke Kunau (Einheit Greifswald / BSG KWO Berlin)                                                                             | Heike Heutzenröder / Michaela Tröger (EBT Berlin)                                                                                     |
| 1988/1989 | Herrendoppel | Holger Wippich / Karl-Hans Pezold (DHfK Leipzig – HSG DHfK Leipzig)                                                                 | Uwe Behling / Holger Martin (TU Magdeburg / Dynamo Heyrothsberge)                                                                                     | Axel Mews / Olaf Kindt (Einheit Greifswald) | Thomas Schülke / Michael Herre (TU Dresden)                                                                                           |

## Mannschaftsmeister und Platzierte
| Saison    | Disziplin            | Gold | Silber | Bronze |
| --------- | -------------------- | --- | --- | --- |
| 1965/1966 | Gemischte Mannschaft | Bezirksauswahl Dresden (Damen: Gudrun Hensel, Karin Becke, Christa Boettcher; Herren: Horst Hensel, Rolf Schleußner, Klaus Renner, Jochen Deinert, Gerd Hachmeister) | Bezirk Karl-Marx-Stadt (Reinhard Kühn, Rainer Haase, …)                                                                      | Bezirk Leipzig (Reinhard Stobbe, Bernd Hachmeister, Wolfram Schatz, …)                                      |
| 1967/1968 | Gemischte Mannschaft | TU Dresden (Christa Boettcher, Leheis, Klaus Renner, Treffkorn, Siegfried Kirmse, Klaus Schwebke)                                                                    | DHfK Leipzig (Damen: Beate Müller, Sabine Laukner; Herren: Reinhard Stobbe, Haubold, Günter Weineck, Achim Oelsch, Leistner) | TH Karl-Marx-Stadt (Damen: Kasper, Schneider; Herren: Rainer Haase, Reinhard Kühn, Ladage, Rockstroh)       |
| 1969/1970 | Mannschaft Damen     | DHfK Leipzig (Beate Herbst, Sabine Leistner, Sibylle Ostermann, Christel Sommer, Monika Brehmer)                                                                     | IfL Löbau | PI Halle |
| 1969/1970 | Mannschaft Herren    | DHfK Leipzig (Klaus Katzor, Reinhard Stobbe, Rolf-Dieter Hoos, Günter Weineck, Hans-Gerd Löffler)                                                                    | TU Dresden (Claus Stegner, Peter Uhlig, Siegfried Kirmse, Ralf Triebel, Klaus Schwebke)                                      | TH Karl-Marx-Stadt (Eberhard Hübner, Dieter Theiner, Rolf-Dieter Unbehaun, Klaus Illgen, Manfred Drechsler) |
| 1971/1972 | Mannschaft Damen     | Ernst-Moritz-Arndt-Universität Greifswald | DHfK Leipzig (Beate Müller, Christel Sommer, Monika Brehmer, Sybille Ostermann, Ute Wagner)                                  | IfL Altdöbern                                                                                               |
| 1971/1972 | Mannschaft Herren    | TH Karl-Marx-Stadt | TU Dresden (Claus Stegner, Bernd Behrens, Frank Geißler, Steffen Körbitz, Peter Uhlig)                                       | IS für Schwermaschinenbau Berlin-Lichtenberg                                                                |
| 1973/1974 | Mannschaft Damen     | FS Finanzwirtschaft Gotha | TH Merseburg | TU Dresden                                                                                                  |
| 1973/1974 | Mannschaft Herren    | TU Dresden (Claus Stegner, Bernd Behrens, Frank Geißler, Steffen Körbitz, Volkmar Burgold)                                                                           | IS für Schwermaschinenbau Berlin-Lichtenberg                                                                                 | FS Finanzwirtschaft Gotha                                                                                   |
| 1975/1976 | Mannschaft Damen     | FS Finanzwirtschaft Gotha (Jutta Behrens, Monika Wünsch, Marie-Luise Demuth, Rena Bechmann, Bettina Böker)                                                           | TU Dresden (Claudia Mischke, Irina Schütze, Sigrid Eckert, Erika Hentschel, Sabine Wolf)                                     | PH Halle (Claudia Schiller, Marlene Gentz, Hannelore Reimann, Birgit Rothbauer, Sabine Hornkohl)            |
| 1975/1976 | Mannschaft Herren    | TU Dresden (Berthold Groth, Frank Geißler, Klaus-Dieter Hartmann, Roland Berndt, Ralf Lang)                                                                          | FS Finanzwirtschaft Gotha (Volker Herbst, Horst Müller, Peter Dunkel, Winnfried Schinkitz, Günther Bindig)                   | DHfK Leipzig (Richard Matuschek, Günter Wagner, Gerd Damisch, Wolfgang Beckert, Wilfried Jüchert)           |
| 1977/1978 | Mannschaft Damen     | FS Finanzwirtschaft Gotha (Pape, Meyer, Steube, Sambarth) | TU Dresden (Claudia Mischke, Schindler, Ledig, Skowronik)                                                                    | |
| 1977/1978 | Mannschaft Herren    | DHfK Leipzig (Manfred Blauhut, Richard Matuschek, Günter Wagner, Michael Heptner)                                                                                    | TU Dresden (Klaus-Dieter Hartmann, Ralf Lang, Panter, Jahre)                                                                 | |
| 1979/1980 | Mannschaft Damen     | TU Dresden | FS Finanzwirtschaft Gotha | TH Magdeburg                                                                                                |
| 1979/1980 | Mannschaft Herren    | DHfK Leipzig (Jens Scheithauer, Manfred Blauhut, Hans-Georg Schubert, Harald Müller)                                                                                 | IHS Cottbus | TU Dresden                                                                                                  |
| 1981/1982 | Mannschaft Damen     | FS Finanzwirtschaft Gotha | WPU Rostock | Pädagogische HS Dresden                                                                                     |
| 1981/1982 | Mannschaft Herren    | TU Dresden | TH Magdeburg | DHfK Leipzig (Jens Scheithauer, …)                                                                          |
| 1983/1984 | Mannschaft Damen     | TU Dresden | PH Halle | TH Leipzig                                                                                                  |
| 1983/1984 | Mannschaft Herren    | TU Dresden | TH Magdeburg | Bergakademie Freiberg                                                                                       |
| 1985/1986 | Mannschaft Damen     | TU Dresden | TH Leipzig | WPU Rostock                                                                                                 |
| 1985/1986 | Mannschaft Herren    | TU Dresden | WPU Rostock | TH Leipzig                                                                                                  |
| 1987/1988 | Mannschaft Damen     | DHfK Leipzig (Heike Franke, Katrin Stengel-Schendel, Petra Finke, Peggy Bruchner)                                                                                    | TU Dresden | PH Halle |
| 1987/1988 | Mannschaft Herren    | DHfK Leipzig (Holger Wippich, Torsten Zippel, Karl-Hans Pezold, Mathias Jethon)                                                                                      | TU Dresden | PH Halle (Andreas Ebert, Jörg Lehmann, Matzelt)                                                             |
| 1989/1990 | Mannschaft Damen     | KMU Leipzig (Silke Kraus, Cathrin Pease, Antje Gemeinhardt, Kerstin Langkau)                                                                                         | | |
| 1989/1990 | Mannschaft Herren    | | | |

## Referenzen
- Martin Knupp: Deutscher Badminton Almanach, Eigenverlag (2003), 230 Seiten
- René Born: 1957–1997. 40 Jahre Badminton in Tröbitz – Die Geschichte des BV Tröbitz e. V. Eigenverlag (1997), 84 Seiten. (Online-Version)
- René Born: Badminton in Tröbitz (Teil 1 – Die Anfänge, die Medaillengewinner, die Statistik), Eigenverlag (2007), 455 Seiten (Online-Version)